# Jesús Padilla
Jesús Padilla (* 3. März 1987 in San José, Kalifornien, USA), wegen seines Geburtsortes auch bekannt unter dem Spitznamen Gringo (der in Mexiko geläufigen Bezeichnung für einen US-Amerikaner), ist ein mexikanischer Fußballspieler, der sowohl im Mittelfeld als auch im Angriff einsetzbar ist. 

## Leben
Padilla begann seine Profikarriere in der Saison 2006/07 beim mexikanischen Rekordmeister Club Deportivo Guadalajara, mit dem er in seiner ersten Halbsaison auf Anhieb die Meisterschaft der Apertura 2006 gewann. Allerdings kam er im gesamten Meisterturnier lediglich zu einem 24-minütigen Einsatz, den er am 6. August 2006 bei der 0:1-Saisonauftaktniederlage der Chivasi beim Deportivo Toluca FC bestritt. 
Sein erstes (und auch einziges) Tor in der mexikanischen Primera División erzielte Padilla am 30. August 2008 beim 1:1 gegen Monarcas Morelia zum wichtigen Ausgleich in der Nachspielzeit, nachdem Horacio Cervantes in der 87. Minute für die Führung der Gäste gesorgt hatte. 
Am 15. August 2009 bestritt Padilla, der zwischenzeitlich auch für die in der zweitklassigen Primera División 'A' spielende Chivas-Reservemannschaft Club Deportivo Tapatío zum Einsatz gekommen war, beim 2:0-Heimsieg gegen die Gallos Blancos de Querétaro sein vorerst letztes Spiel für den Club Deportivo Guadalajara. Kurze Zeit danach erhielt er einen Vertrag beim in der US-amerikanischen MLS spielenden Chivas-Filialteam Chivas USA, für das er in den nächsten zwei Jahren insgesamt 37 Einsätze absolvierte und sieben Tore erzielte.
Die Saison 2011/12 verbrachte Padilla bei den in der zweitklassigen mexikanischen Liga de Ascenso spielenden Reboceros de La Piedad, für die er in 28 Spielen sieben Treffer erzielte, bevor ihn der neue Chivas-Coach John van ’t Schip für die Apertura 2012 zurück in die erste Mannschaft des CD Guadalajara beorderte. Danach wurde er noch einmal an La Piedad ausgeliehen und nach weiteren Stationen bei Dorados de Sinaloa und beim CF Ballenas Galeana beendete er seine aktive Laufbahn bei den Cimarrones de Sonora.

## Erfolge
- Mexikanischer Meister: Apertura 2006 (mit Guadalajara)